# オスペダレット・ロディジャーノ
オスペダレット・ロディジャーノ（伊: Ospedaletto Lodigiano）は、イタリア共和国ロンバルディア州ローディ県にある、人口約2,000人の基礎自治体（コムーネ）。

## 地理

### 位置・広がり

#### 隣接コムーネ
隣接するコムーネは以下の通り。
- ブレンビオ
- カザルプステルレンゴ
- リヴラーガ
- オーリオ・リッタ
- センナ・ロディジャーナ
- ソマーリア

### 気候分類・地震分類
気候分類では、zona E, 2701 GGに分類される。
また、イタリアの地震リスク階級 (it) では、zona 3 (sismicità bassa) に分類される。